# Fafnir
Fafnir lub Fafner – postać mitologii germańskiej/skandynawskiej (wikingów). Syn Hreidmara, brat Otra, Regina, Lyngheida i Lonfnheida. Fafnir był silnym i bezwzględnym mężczyzną, który po ojcobójstwie zamienił się w smoka (wielkiego węża), potwora strasznego, lecz zarazem bardzo mądrego.

## Wygląd
Fafnir wyglądem zbliżony jest do ogromnego węża. Opis zawarty w Eddzie Poetyckiej określa sposób poruszania się smoka jako czołganie się. W opisie nie wspomina się o skrzydłach czy łapach. Walczący Fafnir jak wąż uderza głową lub pluje jadem.

## Mitologia
Fafnir, by posiąść wielki skarb Andwariego, zabił własnego ojca i skazał na wygnanie brata Regina, który upominał się o część majątku. Zdobyty skarb zaniósł do swojego legowiska na wrzosowisku Gnitaheid. Tam stopniowo zamienił się w strzegącego skarbu smoka. Fafnir bronił skarbu, plując jadem i budząc lęk magicznym hełmem grozy. 
Fafnira zabił Sigurd namówiony do tego przez brata Fafnira – Regina. Sigurd zranił smoka Gramem, schowanym w wykopanym przez siebie dole, na drodze do wodopoju. Krew, która spłynęła ze zranionego smoka na człowieka, sprawiła, że stał się on odporny na wszelkie ciosy.
Smok w ramach uznania dla zwycięzcy zapytał go o imię. Sigurd z początku go okłamał, ale potwór nie dał się oszukać i w końcu udało mu się poznać jego prawdziwe imię. Przed śmiercią zwycięzca i pokonany długo rozmawiali na tematy filozoficzne. Fafnir odpowiedział Sigurdowi na kilka pytań spraw ostatecznych. Domyśliwszy się, kto stał za zleceniem zabójstwa, ostrzegł bohatera przed swoim bratem i przeklętym skarbem. 
Następnie Regin napił się krwi Fafnira, wyciął mu serce i kazał Sigurdowi je upiec. Wojownik spełnił polecenie, lecz przypadkowo sparzył się pieczenią w palec i włożył go do ust. Od tej chwili zaczął rozumieć mowę ptaków. Usłyszał, jak sikorki rozmawiają o podstępie Regina, chcącego go zabić i zagarnąć skarb, więc uprzedził zdrajcę, zabijając go Gramem. Zjadł serce Fafnira i wypił krew obu smoczych braci, a następnie znalazł legowisko i zabrał cały przeklęty skarb.

## Motywy w kulturze
- Fafnir pojawia się w dramacie muzycznym Pierścień Nibelunga autorstwa Richarda Wagnera[4].

### Literatura
- Postać smoka Fafnira występuje także w książce Dzienny Patrol autorstwa Siergieja Łukjanienki oraz Władimira Wasiljewa[6].
- Fafnir jest też smokiem z powieści Alicja i Ciemny las Jacka Piekary[7].
- Fafnir występuje w komiksie Smerfy i smok z jeziora[8].
- Imię Fafnir nosi smoczy szczeniak Kaczora Donalda w komiksie Magią i Mieczem, seria MegaGiga tom 11, rok. 2008.
- Fafnir pojawia się w mandze Kobayashi-san Chi no Maid Dragon, jako znajomy głównych bohaterek.
- Fafnir pojawia się w „The Book Eating Magician” jako czwarta forma grymuaru Laevateinn.
- Fafnir stanowi inspirację dla postaci Smauga w Hobbicie i Glaurunga w Dzieciach Hurina, napisanych przez J.R.R. Tolkiena[9].

### Film
- Jako mecha Fafner pojawia się w anime Soukyuu no Fafner.
- Fafnir pojawia się w anime High School DxD, jako były król smoków.
- Fafnir jest jednym ze smoków w anime Kobayashi-san Chi no Maid Dragon.
- Fafnir pojawia się w anime Juuou Mujin no Fafnir.
- W anime Fate/Apocrypha Homunkulus Sieg prosi Świętego Grala by zamienić się w Smoka Fafnira.

### Gry komputerowe
- Fafnir pojawia się jako boss w grze Magicka. W 2. poziomie gry znajduje się miecz Gram, który zabija smoka jednym ciosem.
- W grze wideo MOBA SMITE Fafnir występuje jako bohater typu Strażnik.
- Smok pojawia się też w grze God of War; przez olbrzyma Mimira niesłusznie uznany za jednego z synów Iwaldiego.
- Smok Kalameet – jeden z bossów z gry Dark Souls znacząco przypomina Fafnira z wyglądu oraz posiada w swym Lore wiele podobieństw jak np.: obłożenie klątwą.